# Les sucettes
«Les sucettes» («Леденцы») — французская эстрадная песня, написанная Сержем Генсбуром и впервые записанная Франс Галль в 1966 году. Песня, ставшая одним из крупнейших хитов Галль, имела на редкость сексуально-двусмысленный для своего времени текст, о чём не подозревала певица.

## Смысл
На первый взгляд, «Les Sucettes» — песня в стиле йе-йе, рассказывающая о девочке по имени Анни́, которая любит анисовые леденцы; бо́льшая часть текста обыгрывает омонимы «Annie» («Анни́») и «anis» («анис»). Но написанные Генсбуром слова также содержат игривую двусмысленность, ссылаясь на оральный секс: например, упоминая стекающую в горло Анни патоку. Французское sucette — «леденец», как и русское «соса́чка» происходит от глагола sucer — «сосать», так что и название, и припев («Annie aime les sucettes», в русской кавер-версии — «Анечка любит соса́чки») вызывают соответствующие ассоциации. Другой пример двусмысленности текста состоит в том, что Анни сосёт леденцы «pour quelques pennies» — «за несколько пенсов», что также может звучать как «pour quelques pénis» — «ради нескольких пенисов».

## Телевизионный ролик
Клип на песню был снят режиссёром Жаном-Кристофом Аверти для телепередачи «Au risque de vous plaire». В ролике использовался реквизит, обыгрывающий сексуальные отсылки: леденцы имели несколько фаллическую форму, а не традиционную круглую. Также в клип были вмонтированы сцены, в которых девушки сосали леденцы с нескрываемым сексуальным посылом.

## Реакция
Восемнадцатилетняя Франс Галль во время записи песни так и не поняла её двусмысленности. По её воспоминаниям, она также не могла понять, почему при съёмках телевизионного ролика на площадке собралось множество сторонних посетителей.
Она была очень расстроена, узнав наконец правду о двусмысленности текста — юная певица «находилась в ужасе, пряталась от людей неделями, отказываясь общаться со всеми». Галль заявила, что она исполнила песню Сержа Генсбура «с невинностью, которой я горжусь. Мне было больно потом узнать, что он использовал ситуацию в своих интересах, издеваясь надо мной».
В телевизионном интервью 2001 года Галль сказала, что она чувствовала, как её «предали окружавшие её взрослые».
Несмотря на свой коммерческий успех, песня «Les Sucettes» заставила Галль отвернуться от периода сотрудничества с Генсбуром и не возвращаться в течение последующей жизни к большинству написанных им песен, включая хит Евровидения-1965 «Poupée de cire, poupée de son».
Генсбур в интервью журналу Rock and Folk называл песню «самой смелой песней века».

## Кавер-версии
- Генсбур записал свою версию песни в психоделической аранжировке для альбома 1969 года Джейн Биркин/Серж Генсбур.
- Песня в исполнении Luce была кандидатом в восьмом сезоне французского телевизионного конкурса вокалистов Nouvelle Star в 2010 году.
- Кавер на песню был записан шведской симфометал-группой Therion в альбоме 2012 года Les Fleurs du Mal.
- Российская группа «Нежное Это» записала кавер-версию на русском языке под названием «Соса́чки»[1].